# David Gasman
David Gasman (* 27. September 1960 in Seattle, Washington) ist ein US-amerikanischer Schauspieler und Synchronsprecher.

## Leben
Gasman absolvierte eine professionelle Schauspielausbildung am Cornish College of the Arts. Während er sich für Poesie und Shakespeare interessierte, zog er nach Paris, um dort als Schauspieler zu arbeiten. Gasman ist vor allem für seine Arbeiten bei Quantic Dream bekannt, wo er in allen bisherigen Videospielen mitwirkte (The Nomad Soul, Fahrenheit, Heavy Rain, Beyond: Two Souls und Detroit: Become Human). Er spielte in mehreren Spielfilmen kleine Nebenrollen, u. a. in Largo Winch, From Paris with Love und Die Bourne Identität.

## Filmografie (Auswahl)

### Filme
- 1995: Jefferson in Paris
- 2002: Die Bourne Identität
- 2008: Babylon A.D.
- 2008: Largo Winch – Tödliches Erbe
- 2010: From Paris with Love

### Videospiele
- 2002: als Edouard Marson in Syberia
- 2005: als Lucas Kane, Tyler Miles oder Police Captain in Fahrenheit
- 2010: als Mad Jack, Hassan oder Paco Mendez in Heavy Rain
- 2013: als Officer J. Sherman in Beyond: Two Souls
- 2018: als Police Officer in Detroit: Become Human